# Patinação artística na Universíada de Inverno de 1962
As competições de patinação artística na Universíada de Inverno de 1962 foram disputadas em Villars, Suíça, entre 6 e 12 de março de 1962.

## Medalhistas
| Evento              | Ouro                    | Prata                              | Bronze                  | Ref.  |
| ------------------- | ----------------------- | ---------------------------------- | ----------------------- | ----- |
| Individual feminino | Junko Hiramatsu · Japão | Jitka Hlaváčková · Tchecoslováquia | Helga Zöllner · Hungria | [ 1 ] |

## Quadro de medalhas
| Ordem | País            | Medalha de ouro | Medalha de prata | Medalha de bronze |   |
| ----- | --------------- | --------------- | ---------------- | ----------------- | - |
| 1     | Japão           | 1               |                  |                   | 1 |
| 2     | Tchecoslováquia |                 | 1                |                   | 1 |
| 3     | Hungria         |                 |                  | 1                 | 1 |
| TOTAL | TOTAL           | 1               | 1                | 1                 | 3 |